# Бойко Олександр Дмитрович
Олександр Дмитрович Бойко (нар.20 квітня 1958, м. Новоселиця, Чернівецька область) — український історик та політолог. Доктор політичних наук, професор. Професор Ніжинського державного університету імені Миколи Гоголя.

## Біографія
Олександр Бойко народився 20 квітня 1958 року у м. Новоселиця на Буковині.
У 1980 році закінчив історичний факультет Чернівецького державного університету. З 1980 року працює в на історико-правознавчому  факультеті Ніжинського  державного   інституту імені М. В. Гоголя.
У 1989 році захистив кандидатську дисертацію, здобувши науковий ступінь кандидата історичних наук, а наступного року йому було присвоєне вчене звання доцента.
У 1999—2003 рр. був деканом історико-правознавчого факультету Ніжинському державному педагогічному інституті імені М. В. Гоголя.
У 2003 році захистив докторську дисертацію «Системно-політична трансформація в Україні (квітень 1985 — серпень 1991 рр.): історико-політичний аналіз», а у 2005 р. йому було присвоєне звання професора.
У 2006 - 2016 рр.   ректор Ніжинського державного університету імені Миколи Гоголя.
У 2016 -  2021 р. перший проректор Ніжинського державного університету імені Миколи Гоголя.
З 2021 р. професор Ніжинського державного університету імені Миколи Гоголя.

## Науковий доробок

Бойко О. Д. Історія України: навчальний посібник. — 3-те вид. — К., 2007.

Олександр Бойко — автор понад  560 наукових праць.
Коло наукових інтересів — суспільно-політична історія України XX століття та сучасні політичні технології.
- Бойко О. Д. Україна у 1985—1991 рр. Основні тенденції суспільно-політичного розвитку. — К., 2002.
- Бойко О. Д. Україна: від путчу до Пущі (серпень — грудень 1991 р.). — К., 2006.
- Бойко О. Д. Анатомія політичного маніпулювання. — Ніжин, 2007.
- Сучасна політична ідентичність населення України: джерела, прояви, тенденції (національний і регіональний вимір). — К., 2009 (у співавтор.).
- Історія України : А — Я: Енциклопедичний довідник / За ред. І.Підкова, Р.Шуст, І.Гирич. — К., 2008. (у співавтор.).
- Бойко О. Д. Історія України (навчальний посібник витримав три видання).
- Бойко О. Д. Історія України у XX столітті (20-90-ті роки): Навч. посібник для студентів. — Ніжин, 1994.
- Бойко О. Д. Україна 1991—1995 років: Тіні минулого чи контури майбутнього? (Нариси з новітньої історії): Навч. посіб. — К., 1996.
- Бойко О. Д. Україна: політична історія ХХ — поч. XXI ст. — К., 2007. (у співавторстві).
- Бойко О. Д. Історія України: Тести. 6-11 класи. — К., 2008. (у співавтор.).
- Бойко О. Д. Політичне маніпулювання // Прикладна політологія: Навчальний посібник" / За ред. В. П. Горбатенка. — К., 2008.
- Бойко О. Д. Політичне маніпулювання. — К., 2009.
- Бойко О.Д. 30 років незалежності України: у 2-х т. - Т.1.До 18 серпня 1991 року. - Харків:Фоліо, 2021.
- Бойко О.Д. 30 років незалежності України: у 2-х т. - Т.2. Від  18 серпня 1991 р. до 31 грудня 1991 р. - Харків:Фоліо, 2021.
- Бойко О.Д.Новітня історія України (2014—2023 рр.) : навч. посіб. / Олександр Бойко. — 2-ге вид., допов. — Київ : ВЦ «Академія», 2023.
- Бойко О.Д. Історія України : підручник / Олександр Бойко. — 9-те вид., допов. — Київ : ВЦ «Академія», 2023.

## Нагороди
- Медаль К.Д.Ушинського Академії педагогічних наук України (2007 р.);
- Знак Міністерства освіти і науки України „За наукові досягнення” (2008 р.);
- Орден Святих рівноапостольних Кирила та Мефодія (2008 р.);
- Почесна грамота Верховної Ради України (2010 р.);
- Лауреат премії міжнародного журналу „Сучасність” та премії Ліги українських меценатів у номінації „суспільно-політичні науки” (2003 р.).